# Uriburu (La Pampa)
Uriburu é um município da província de La Pampa, na Argentina.